# سيفليزيشن 4
هي لعبة إستراتيجية ضخمة بنظام الأدوار تعتمد فكرة حرب الحضارات مصممة من شركة cid meier's منذ عام 2005
| اسم الحضارة  | أحد الممثلين (الابطال) |
| ------------ | ---------------------- |
| العربية      | صلاح الدين الايوبي     |
| الأسبانية    | اليزابيث               |
| الروسية      | كاثرين                 |
| الإنكليزية   | اليزابيث               |
| الفرنسية     | نابليون بونابرت        |
| الأمريكية    | روزفلت                 |
| الهنود الحمر | مانتازوما              |

## اللعبة
تعتبر اللعبة ضخمة مقارنة بألعاب إستراتيجية أخرى رغم انها ليست ثلاثية ابعاد الا انها تحتوي مؤثرات بصرية عالية الدقة وعددا كبيرا من الصور... كما تتعدد فيها انماط اللعب وطرق الفوز وتحوي عدد كبير من الحضارات وتتميز باحتوائها لكثير من العصور منذ ما قبل الميلاد وإلى المستقبل حتى

## انماط اللعب

### النمط الأساسي
تشغل من play now أو custom game (لمزيد من الخيارات)في هذا النوع تبدأ بانشاء حضارتك من الصفر بالمستوطنين بداية ثم تتوسع شيئا فشيئا مرورا بالعصور والتي تبدأ في هذا النمط من 5000 قبل الميلاد وتبدأ باسلحة حربية قديمة جدا وحياة مدنية بسيطة ومدينة واحدة ثم تستطيع شيئا فشيئا تطوير قدراتك العسكرية والمدنية وانشاء مزيد من المدن كما عليك مراعاة شؤون سكان المدن وتأمين متطلباتهم التي تختلف بحسب العصر
ليس من شروط الفوز القضاء على كل الحضارات الأخرى وهذا أحد مميزات اللعبة فبأمكانك الفوز كصاحب أكبر حضارة أو تطور أو حتى بالتصويت ضمن الامم المتحدة التي يتم انشائها عند وصولك إلى القرن العشرين
أيضا ليس من الضروري ان يكون اصحاب باقي الحضارات اعداء لك دائما بل هناك عدة أنواع متدرجة من العلاقة ويمكن ان تصل إلى اتفاقية الدفاع المشترك

### السيناريو
تحتوي عددا كبيرا من السيناريوهات التي تمثل احداث ووقائع حقيقية وبخريطة العالم الحقيقية وفيها تختار أحد اطراف القضية التي يتم تمثيلها ويوكل اليك مهمة معينة وتبتعد السيناريوهات غالبا عن طريقة اللعب التقليدية من بناء وحضارة وتطور... أشهر السيناريوهات فيها:
- حرب الصحراء (معركة ضمن الحرب العالمية الثانية): تختار فيها أحد جيوش الحلفاء أو المحور ويجب ان تسيطر على 3 مدن رئيسية تتحكم فيها بالمنطقة... وتشمل الخريطة حوض البحر المتوسط فقط
- الثورة الأمريكية: تمثل على خريطة حقيقية للولايات المتحدة الأمريكية ومناطق سيطرة الإنكليز والثوار
- حرب الإغريق

وتشمل عددا من السيناريوهات السلمية التي تهدف لانشاء حضارة أو توحيد القبائل أو توحيد الاديان..

## المميزات
تتميز هذه اللعبة عن غيرها من الألعاب الاستراتيجية بعدة مميزات جعلتها محبوبة من قبل المستخدمين:
- يتمتع اللاعب بساعات من اللعب وبناء الدولة عسكريا ومدنيا وسياسيا ومناقشة امور الدولة وتوسيعها وارضاء السكان وتنمية العلم الذي قد يجلب له علماء يقومون بتطوير المدن وعليه بناء علاقة جيدة مع الجوار وتبادل الموارد الناقصة
- صمم لهذه اللعبة معالج ذكي خصيصا للتحاور مع اللاعب والتفاوض عند مفاوضته لباقي الحضارات وهذا المعالج يحدد بذكاء موقف اصحاب الحضارات الأخرى عند عرض معين ويتناسب هذا الرد مع وضع صاحب الحضارة خاصة في اوضاع فالضغط العسكري قد يجبر اللاعب على قبول الصفقات مثلا
- تتميز بوجود الأديان التي تنتشر مع الوقت في المدن وحسب نوع حكم اللاعب يمكنه تحديد دين رسمي يحاول ارضاء السكان فيه أو ترك الحرية الدينية التي توجد مع التطور

## السلبيات
من سيئات اللعبة انها تأخذ وقتا طويلا في اللعب قد يبقى بعض الأحيان عدة أيام (غير متواصلة طبعا).
أيضا من السيئات اعتماد اللعبة على نظام الأدوار الذي قد يلغي الإثارة في اللعبة.
وعلى الرغم من وجود كثير من الصوتيات والمؤثرات الصوتية الا انه اثناء اللعب لا يوجد موسيقى خلفية...... وايضا على الرغم من كثرة أنواع الاسلحة الا انها تحوي القليل من اسلحة العصر الحديث

## روابط خارجية
- سيفليزيشن 4 على موقع IMDb (الإنجليزية)